# Saint-Yzans-de-Médoc
Saint-Yzans-de-Médoc är en kommun i departementet Gironde i regionen Nouvelle-Aquitaine i sydvästra Frankrike. Kommunen ligger i kantonen Lesparre-Médoc som tillhör arrondissementet Lesparre-Médoc. År 2022 hade Saint-Yzans-de-Médoc 344 invånare.

## Befolkningsutveckling
Antalet invånare i kommunen Saint-Yzans-de-Médoc
Referens:INSEE